# Raquel Rosique Navarro
Raquel Rosique Navarro   (Alacant, 24 de gener de 1978) és una jugadora d'handbol valenciana que pertany al Club Handbol Elx. Formada en el planter del club va arribar a ser-ne capitana. Va debutar en el primer equip del Club Handbol Elx, anomenat Elche Mustang amb 16 anys. Ha jugat internacionalment en nombroses ocasions en les categories inferiors; el seu màxim assoliment és el subcampionat del món universitari aconseguit a València i un quart lloc en el mateix campionat a França. Ha format part del Club Handbol Elx 11 temporades en divisió d'honor i 5 temporades en primera divisió. Va ser nomenada millor esportista d'Elx, per l'Ajuntament d'Elx, el 2003, com ara Juan de la Cruz Ramos Cano o Isabel Fernández Gutiérrez, entre d'altres.